# Ottearmede blæksprutter
De ottearmede blæksprutter (Octopoda) er blæksprutter, hvis otte arme har ustilkede sugekopper, der er uden kitinringe. Kroppen er sækformet og mellem armene er udspændt en hudfold, så munden kommer til at ligge som i bunden af en paraply. De fleste arter lever på havets bund. De ottearmede blæksprutter og de tiarmede blæksprutter er de to hovedgrupper af ægte blæksprutter. Ottearmede blæksprutter findes i alle verdens have, men der er ingen blæksprutte-arter i ferskvand.
De ottearmede blæksprutter bruger deres lange fangarme til at trække sig frem over bunden og til at fange byttet. Ottearmede blæksprutter har et giftigt bid, de bruger, når de fanger deres bytte eller til selvforsvar, men det er uskadeligt for mennesker i de fleste arter. En undtagelse er den meget giftige blåringede blæksprutte og dens nære slægtninge fra Australien og Asien.

## Arter
Navnet ottearmet blæksprutte bruges desuden om den velkendte art Octopus vulgaris, der for at undgå forveksling med hele gruppen ofte kaldes almindelig ottearmet blæksprutte.
Der kendes omkring 300 arter af ottearmede blæksprutter i verden. Nedenfor er de 4 arter af ottearmede blæksprutter, der er registreret i danske farvande:
- Almindelig ottearmet blæksprutte (Octopus vulgaris) findes langs de vesteuropæiske kyster lige fra Danmark i nord til Portugal i syd. Den findes også i Middelhavet, og kaldes derfor nogle gange middelhavsblæksprutte. Den er ret sjælden i Danmark, hvor den kun kendes fra den sydlige del af Nordsøen, men det forventes, at den vil blive hyppigere som følge af stigende temperaturer. Den lever mest på havbunden, hvor den kan gemme sig og lure efter bytte (mest krabber og andre skaldyr), men sjældent på dybere vand end 200 m. Den almindelig ottearmet blæksprutte er spiselig, og i nogle regioner fanges den ofte af fiskere.[4][5]
- Bathypolypus arcticus er en lille bundlevende blæksprutte der typisk opholder sig i koldt vand på mere end 200 m. dybde, men dog også kan forekomme på lavere vand. Den mangler evnen til at sprøjte blæk, hvilket er typisk for dybhavsblæksprutter, da stedet de lever allerede er mørkt, og dybhavsrovdyr ofte bruger andre sanser end synet, når de jager. Den kan blive seks år eller mere, mens de fleste andre blæksprutter-arter kun bliver mellem et og tre år gamle. Den spiser ofte slangestjerner, hvilket er udsædvaneligt for en blæksprutte, men den tager dog også skaldyr og andre smådyr, som de fleste andre ottearmede blæksprutter.[6]
- Eledoneblæksprutte (Eledone cirrhosa) minder på mange måder om arten almindelig ottearmet blæksprutte (Octopus vulgaris) i levevis og udseende, men den foretrækker koldere vand, bliver ikke helt så stor og selvom den også er spiselig er den ikke så eftertragtet af fiskere. Eledoneblæksprutten er den mest almindelige og udbredte art af de ottearmede blæksprutter i Danmark.[4][7]
- Haliphron atlanticus, hvor det engelske navn, seven-arm octopus, kan oversættes til "syvarmet blæksprutte", men det skyldes kun at den ottende arm er foldet og let overses. Med en totallængde på op til 4 meter og vægt op til 75 kg er det verdens største art af ottearmet blæksprutte (sammen med kæmpestillehavsblæksprutten som opnår lignende størrelse). Voksne individer, som har en gelé-agtig krop, ses meget sjældent da de generelt lever i koldt, dybt vand, men deres hårde næb er ofte fundet i maven på bl.a. kaskelotter og andre tandhvaler. Det første fuldt dokumenterede danske eksemplar vejede 34 kg og blev fanget i 2003 i et dybvandsreje-trawl, men samme år blev et dødt eksemplar fundet opskyllet på stranden ved Tisvildeleje, og der er flere andre rapporter om fangster på dybder mellem 170 og 250 m. i Skagerrak. Arten blev først videnskabeligt beskrevet i 1861 af den danske zoolog Japetus Steenstrup, som i øvrigt også beskrev den tiarmede kæmpeblæksprutte.[8]